# ヒガシヤデリカ
株式会社ヒガシヤデリカは、エスビー食品グループの食品加工企業である。

## 概要
エスビー食品100%子会社として、1990年3月にコンビニエンスストア「セブン-イレブン」向けの総菜（調理めん、焼きたてパン等）を製造する専門の会社として設立された。社名の由来は、1923年（大正12年）4月5日に創業して初めて国産のカレー粉を製造したとされるエスビー食品の前身である「日賀志屋（ヒガシヤ）」にちなんでいる。
東松山工場では調理めんを製造しており、各共同配送センターへ輸送後、主に関東地方のセブン-イレブン各店舗に配送されるシステムになっている。また、北関東工場では焼きたてパンを製造しており、主に群馬県や栃木県を中心とした北関東のセブン-イレブン各店舗に配送される。
なお、本社は東京都板橋区のエスビー食品本社（スパイスセンター）内となるが、実質的な事務は埼玉県東松山市の東松山工場で行っている。

## 沿革
- 1990年3月 - 設立
- 1990年6月 - 東松山工場稼動
- 1996年2月 - 北関東工場稼動
- 2015年5月 - 岩手工場稼働
- 2019年10月 - 岩手工場をフジフーズへ譲渡
- 2022年10月 - 運営する事業を株式会社わらべや（現わらべやデリカ株式会社）へ譲渡。

## 事業所
- 本社
  - 東京都板橋区宮本町38番8号
- 東松山工場
  - 埼玉県東松山市新郷316番地1
- 北関東工場
  - 群馬県太田市新道町1237番地